# Есасі (Хіяма)

41°52′10″ пн. ш. 140°7′39″ сх. д. / 41.86944° пн. ш. 140.12750° сх. д.
Еса́сі (яп. 江差町, えさしちょう, МФА: [esaɕi̥ t͡ɕoː]) — містечко в Японії, в повіті Хіяма округу Хіяма префектури Хоккайдо. Станом на 1 жовтня 2008 року площа містечка становила 109,59 км². Станом на 31 березня 2017 населення містечка становило 7955 осіб.